# Meierotts Mehlbeere
Meierotts oder Wellheimer Mehlbeere (Sorbus meierottii N. MEY.) ist eine Pflanzenart, die zum Komplex der Bastard-Mehlbeeren (Sorbus latifolia agg.) innerhalb der Familie der Rosengewächse (Rosaceae) gehört. Dieser Laubbaum ist als fixierte Art aus einer Hybridisierung der Echten Mehlbeere i. w. S. (Sorbus aria s. l.) mit der Elsbeere (Sorbus torminalis) entstanden. Als eine agamosperme Art pflanzt sie sich ungeschlechtlich fort.
Sennikov und Kurtto führen die Art seit 2017 unter dem Namen Karpatiosorbus meierottii.

## Beschreibung
Sorbus meierottii ist ein kleiner, bis zu 8 m hoher und vorwiegend mehrstämmiger sommergrüner Strauch oder Baum. Die Laubblätter sind elliptisch-oval, graugrün, seicht gelappt, oberseits matt, im Sommer rasch derb. Die Art ist vom Blattschnitt her ähnlich der Mehlbeerenarten der südlichen Frankenalb (Sorbus collina M.Lepsi, P.Lepsi & N.Mey. und Sorbus danubialis (Jáv.) Kárpáti) bzw. Meyers Mehlbeere (Sorbus meyeri S.Hammel & Haynold), die allerdings weiter entfernt im Main-Tauber-Gebiet auftritt.
Die im Frühherbst heranreifenden Früchte sind leuchtend rotorange bis kirschrot, rundlich, um 13 mm × 11,5 mm groß.

## Vorkommen
Die Art wächst in der Weißjurastufe auf Dolomitverwitterung der südlichen Frankenalb auf den Talflanken um das Wellheimer Trockental bei Konstein und Wellheim und seinen Seitentälern (Bayern, Deutschland). Besiedelt werden Dolomitfelsen und Waldränder. Seltener findet sich die Mehlbeere im Gebüsch und in Magerrasen auf 400–500 m Meereshöhe.

## Entdeckung und Namensgebung
Meierotts Mehlbeere wurde bereits ab 1970 von Herbert Schuwerk (1935–2014) zunächst als „Fränkische Mehlbeere (Sorbus franconica Bornm. ex Düll)“ gesammelt. Der Biologe Norbert Meyer fand die Art schließlich 1991 am Nordrand des Schlossberges zwischen Konstein und Wellheim. Er beschäftigte sich näher mit dem Taxon und beschrieb die Art 2005 neu. Sorbus meierottii wurde von Meyer nach dem deutschen Musikwissenschaftler und Botaniker Lenz Meierott (geb. 8. Mai 1942) benannt. 
Es handelt sich um eine von insgesamt elf lokalendemischen Kleinarten, die aus der Hybridisierung einer Art der Untergattung Aria (Mehlbeeren) mit der Elsbeere nur in der Frankenalb entstanden sind. Alle diese Arten sind, mit Ausnahme von Sorbus franconia, Sorbus hoppeana und Sorbus ratisbonensis extrem selten und auf wenige Reliktstandorte an den Rändern von Laubwäldern beschränkt. Im Inneren von geschlossenen Laubwäldern fehlen sie aufgrund ihres hohen Lichtbedürfnisses.